# Frozen Lake
Der Frozen Lake (englisch für Gefrorener See) ist ein großer See an der Ingrid-Christensen-Küste des ostantarktischen Prinzessin-Elisabeth-Lands. In den Larsemann Hills liegt er etwa 1 km nördlich des Blundell Peak. Sein Nord- und Westufer ist bestimmt durch steile Eiskliffs.
Das Antarctic Names Committee of Australia benannte ihn 1987 deskriptiv. Chinesische Wissenschaftler benannten ihn 1991 dagegen als Bing Hu (chinesisch 冰湖 ‚Eissee‘).